# گمینا پژسمکی
گمینا پژسمکی (به لهستانی:  Gmina Przesmyki) یک گمینا در لهستان است که در شهرستان شدلتسه واقع شده‌است. گمینا پژسمکی ۱۱۷٫۱۳ کیلومتر مربع مساحت و ۳٬۴۱۴ نفر جمعیت دارد.